# Кравченково (Белопольский район)
Кравченково (укр. Кравченкове) — село,
Вировский сельский совет,
Белопольский район,
Сумская область,
Украина.
Код КОАТУУ — 5920681805. Население по переписи 2001 года составляло 16 человек .

## Географическое положение
Село Кравченково находится на правом берегу реки Вир,
выше по течению на расстоянии в 1,5 км расположено село Виры,
ниже по течению на расстоянии в 1,5 км расположено село Горобовка.
Примыкает к селу Головачи.
Река в этом месте извилистая, образует лиманы, старицы и заболоченные озёра.
Рядом проходит автомобильная дорога Т-1908.